# Zambia na Letnich Igrzyskach Olimpijskich 2016
Zambię na Letnich Igrzyskach Olimpijskich 2016, które odbywały się w Rio de Janeiro, reprezentowało 7 zawodników – 5 mężczyzn i 2 kobiety.
Był to trzynasty (w tym raz jako Rodezja Północna) start reprezentacji Zambii na letnich igrzyskach olimpijskich.

## Reprezentanci

### Boks
Mężczyźni
| Zawodnik     | Konkurencja  | 1/16             | 1/8              | Ćwierćfinał      | Półfinał         | Finał            | Finał   |
| Zawodnik     | Konkurencja  | Przeciwnik Wynik | Przeciwnik Wynik | Przeciwnik Wynik | Przeciwnik Wynik | Przeciwnik Wynik | Pozycja |
| ------------ | ------------ | ---------------- | ---------------- | ---------------- | ---------------- | ---------------- | ------- |
| Benny Muziyo | waga średnia | Şipal P 1-2      | NQ               | NQ               | NQ               | NQ               | NQ      |

### Judo
Mężczyźni
| Zawodnik      | Konkurencja | 1/32             | 1/16                | 1/8                | Ćwierćfinał      | Półfinał         | Repasaż          | Finał/BM         | Finał/BM |    |
| Zawodnik      | Konkurencja | Przeciwnik Wynik | Przeciwnik Wynik    | Przeciwnik Wynik   | Przeciwnik Wynik | Przeciwnik Wynik | Przeciwnik Wynik | Przeciwnik Wynik | Pozycja  |    |
| ------------- | ----------- | ---------------- | ------------------- | ------------------ | ---------------- | ---------------- | ---------------- | ---------------- | -------- | -- |
| Mathews Punza | - 66 kg     | BYE              | Pollack W 100 – 000 | Gomboc P 000 – 101 | NQ               | NQ               | NQ               | NQ               | NQ       | NQ |

### Lekkoatletyka
Mężczyźni
| Zawodnik          | Konkurencja | Eliminacje | Eliminacje | Ćwierćfinał | Ćwierćfinał | Półfinał | Półfinał | Finał    | Finał   |
| Zawodnik          | Konkurencja | Rezultat   | Pozycja    | Rezultat    | Pozycja     | Rezultat | Pozycja  | Rezultat | Pozycja |
| ----------------- | ----------- | ---------- | ---------- | ----------- | ----------- | -------- | -------- | -------- | ------- |
| Gerald Phiri      | 100 m       | BYE        | BYE        | 10,27       | 4.          | NQ       | NQ       | NQ       | NQ      |
| Jordan Chipangama | maraton     | —          | —          | —           | —           | —        | —        | 2:24:58  | 93.     |

Kobiety
| Zawodniczka    | Konkurencja | Eliminacje | Eliminacje | Półfinał | Półfinał | Finał | Finał   |
| Zawodniczka    | Konkurencja | Wynik      | Miejsce    | Wynik    | Miejsce  | Wynik | Miejsce |
| -------------- | ----------- | ---------- | ---------- | -------- | -------- | ----- | ------- |
| Kabange Mupopo | 400 m       | 51,76      | 2. Q       | 52,04    | 7.       | NQ    | NQ      |

### Pływanie
Mężczyźni
| Zawodnik     | Konkurencja             | Eliminacje | Eliminacje | Półfinał | Półfinał | Finał | Finał   |
| Zawodnik     | Konkurencja             | Czas       | Miejsce    | Czas     | Miejsce  | Czas  | Miejsce |
| ------------ | ----------------------- | ---------- | ---------- | -------- | -------- | ----- | ------- |
| Ralph Goveia | 100 m stylem motylkowym | 54.84      | 38.        | NQ       | NQ       | NQ    | NQ      |

Kobiety
| Zawodniczka | Konkurencja           | Eliminacje | Eliminacje | Półfinał | Półfinał | Finał | Finał   |
| Zawodniczka | Konkurencja           | Czas       | Miejsce    | Czas     | Miejsce  | Czas  | Miejsce |
| ----------- | --------------------- | ---------- | ---------- | -------- | -------- | ----- | ------- |
| Jade Howard | 100 m stylem dowolnym | 58,47      | 35.        | NQ       | NQ       | NQ    | NQ      |